# Héctor Baldassi
Héctor Walter Baldassi (Río Ceballos, Córdoba, 5 de enero de 1966) es un exárbitro argentino de fútbol, que llegó a dirigir en el Mundial de Sudáfrica 2010. Actualmente cumple funciones como político, siendo Diputado Nacional por la provincia de Córdoba, por el partido PRO desde el 10 de diciembre de 2013.
Fue árbitro desde 1997 (internacional a partir de 2000) hasta 2011. Fue designado para dirigir en la Copa América 2004; la Copa Mundial de la FIFA Sub-20 2007, aunque finalmente no dirigió partidos en esta última debido a que uno de sus asistentes no pasó las pruebas físicas; luego fue designado y dirigió la Copa Mundial de Fútbol Sub-20 de 2009 que la FIFA realizó en Egipto. En la final de la Copa Libertadores del 2008 (con una actuación crítica que tuvo un impacto directo en el resultado final del partido) y en los Juegos Olímpicos de Pekín 2008.
El 5 de febrero de 2010 fue elegido como uno de los treinta árbitros de la Copa Mundial de la FIFA Sudáfrica 2010, en donde dirigió cuatro encuentros. Su debut arbitral en el Mundial de Fútbol 2010 fue durante el encuentro entre Ghana y Serbia con una excelente actuación, en la que sancionó un penal difícil de ver para el equipo africano a seis minutos del final. Culminó su actuación en el torneo el 29 de junio dirigiendo España vs Portugal. Es el único árbitro argentino en dirigir todos los clásicos en la Primera División del Fútbol Argentino, y 18 veces el Superclásico entre Boca Juniors y River Plate. Colón vs. Unión fue el último clásico que dirigió.
El 4 de diciembre de 2011, anunció su retiro y dirigió el último partido oficial de su carrera, al arbitrar la consagración de Boca Juniors como campeón invicto del Apertura 2011 de fútbol de Primera División, tras ganar como local a Banfield por 3 a 0, en el marco de la 17.ª fecha del certamen. A nivel internacional su último partido fue, el 11 de noviembre de 2011, entre las selecciones de Uruguay y Chile en el Estadio Centenario de Montevideo, el cual fue triunfo charrúa con cuatro goles de Luis Suárez contra cero de Chile durante las Clasificatorias para el Mundial de Brasil 2014.

## Trayectoria en el arbitraje

### Debut y Primera División Argentina
En el año 1990, Baldassi obtiene el título de árbitro de fútbol nacional, expedido por la Asociación de Fútbol Argentino, debutando un año más tarde en categorías inferiores. 
En 1995, es encargado de arbitrar partidos de la Primera División D argentina, logrando en 1996 el ascenso a la C, y un año más tarde, a la B y a la B Nacional.
El 4 de abril de 1999, Baldassi debutó en la Primera División de Argentina, arbitrando en un encuentro entre Gimnasia de Jujuy y Newell's Old Boys.

### Arbitraje internacional
En 2000, fue nombrado por la Asociación de Fútbol Argentino y por la FIFA, como árbitro internacional, comenzando a arbitrar partidos de Copa Libertadores de América y partidos de eliminatorias.

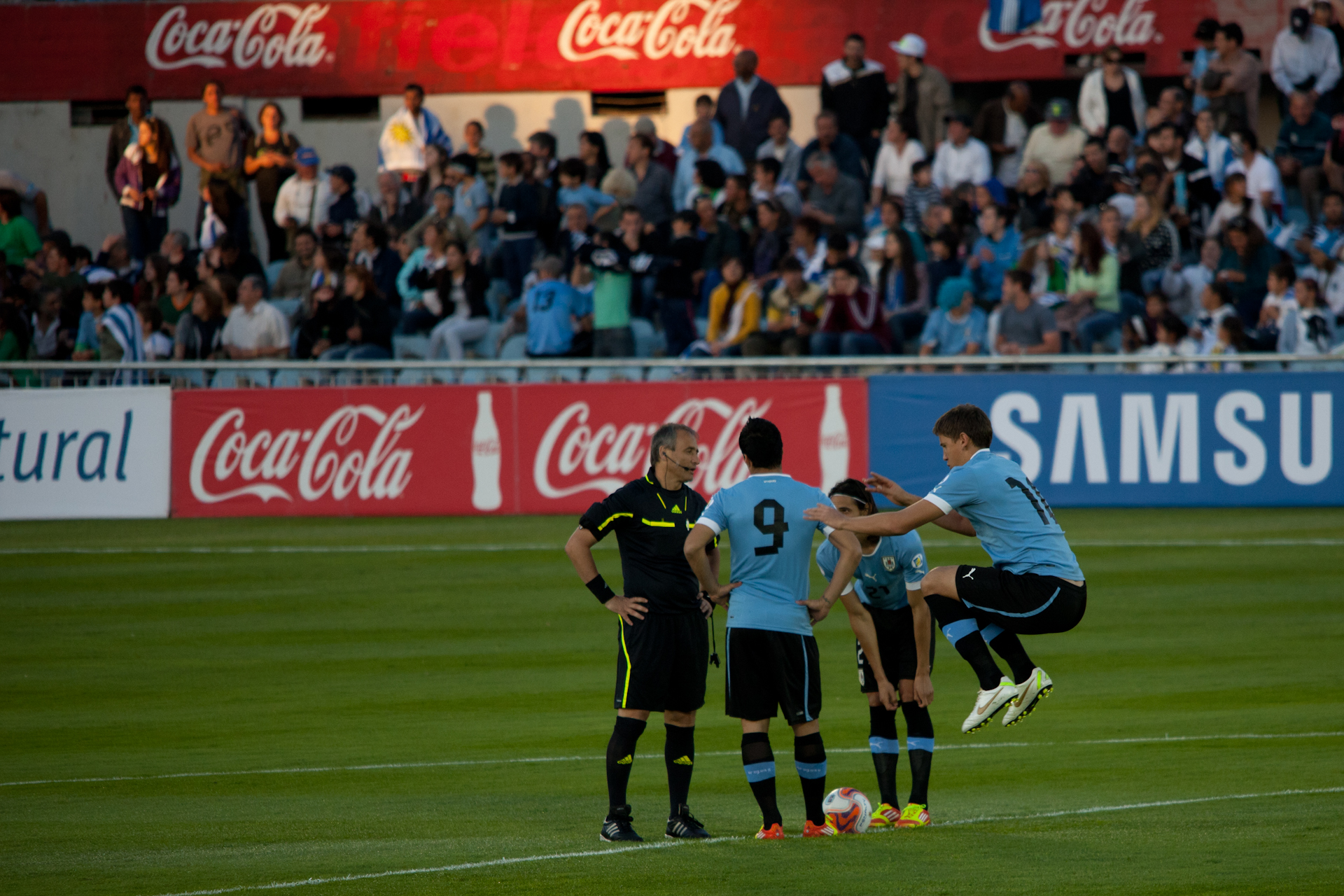
Baldassi, dialogando con futbolistas uruguayos, durante su último partido como árbitro internacional, en noviembre de 2011.

Entre 2001 y 2003, es designado al Torneo Sudamericano de Fútbol Sub-17 (en Perú) y al Sub-20 (en Uruguay). Por dicha actuación, es seleccionado también para la Copa América 2004, en Perú.
En 2002, arbitraria en la Copa Mundial de la FIFA Corea del Sur-Japón.
En 2006, arbitró el partido de vuelta de la final de la Copa Sudamericana entre Pachuca y Colo Colo.
En 2007, fue designado para la Copa Mundial de la FIFA Juvenil Sub-20, en Canadá, no pudiendo participar debido a que uno de los árbitros asistentes de su grupo no había completado la prueba física requerida.
En 2008, estuvo designado para los Juegos Olímpicos de Pekín 2008, y un año más tarde, debutaría en la Copa Mundial Juvenil, arbitrando en la Copa Mundial de Fútbol Sub-20 de 2009.
Ese mismo año, dirigió también el partido de vuelta de la final Copa Libertadores de América, entre Liga de Quito y Fluminense.
En este periodo dirigió superclásicos en Argentina como los encuentros entre Boca y River.
En 2010, fue designado como árbitro principal de la Copa Mundial de la FIFA Sudáfrica 2010, en el que arbitró cuatro partidos, como el encuentro entre España y Portugal donde expulsaría a Ricardo Costa, siendo criticado por Diego Maradona, quien se encontraba como Director Técnico de la Selección Argentina.
El mismo año, arbitró nuevamente una final de la Copa Libertadores de América, en esta ocasión en el partido de ida entre el Club Deportivo Guadalajara y el Sport Club Internacional.
Para ese momento, declaró que había llegado —según sus palabras— al umbral de su carrera.[cita requerida]
El 11 de noviembre de 2011, dirigió su último partido como árbitro FIFA, por las Eliminatorias para la Copa Mundial de la FIFA Brasil 2014, en Uruguay 4:0 Chile. El 4 de diciembre de ese año, Baldassi arbitró el último partido de su carrera profesional, el día en que Boca Juniors se consagró campeón invicto del Torneo Apertura 2011, derrotando a Banfield por 3:0. 

### Miembro de la Comisión de Árbitros de la Conmebol
El 27 de enero de 2017, fue designado como miembro de la Comisión de Árbitros de la Conmebol.
En julio de 2019, la Asociación del Fútbol Argentino (AFA) envió un comunicado a la Conmebol señalando una posible incompatibilidad entre el cargo de Baldassi dentro de dicha institución y su cargo como diputado nacional en Argentina. El mismo, se produjo en el contexto de las controversias surgidas tras el último encuentro entre las selecciones de Argentina y Brasil en la Copa América. Dicho comunicado llevó a la destitución de Claudio Tapia, presidente de la AFA, como representante interino de la Confederación Sudamericana ante la FIFA, retornando al puesto en 2025.
En marzo de 2021, Baldassi fue revocado del rol como miembro de la Comisión de Árbitros de la Conmebol, señalándose la incompatibilidad entre cargos en medios de comunicación, quedando ligado únicamente a la Confederación en el marco de asesorías:

"Como parte del proceso de rotación y dinamismo que caracteriza a la CONMEBOL, la Comisión de Árbitros de la entidad contará con nuevos miembros en el marco del desarrollo del fútbol de Sudamérica.

La entidad agradece a los señores Héctor Baldassi, Jorge Larrionda y Oscar Julián Ruiz, quienes, habiendo llegado a los objetivos propuestos, concluyen con sus responsabilidades ante la Comisión, para seguir siempre ligados a la CONMEBOL en el marco de asesorías que requieran de la experiencia profesional de todos ellos.
La nueva conformación de la Comisión será anunciada próximamente y los nuevos miembros se sumarán a las iniciativas lideradas por el área a fin de dar continuidad a las acciones que buscan como objetivo principal profesionalizar el fútbol mediante la participación de árbitros altamente capacitados, no solo en los aspectos relacionados a su función, sino como efectivos responsables de impartir justicia en los campos de juego, con el apoyo de la tecnología y con conocimientos más amplios y adecuados a la situación que vive la dinámica del fútbol actual.

A todos y cada uno, muchas gracias por la invaluable cooperación."
Comunicado oficial de la Confederación Sudamericana de Fútbol, 10 de marzo de 2021

Al respecto, Baldassi señalo la existencia de «actitudes malintencionadas» desmintiendo la posibilidad de que hubiera sido expulsado de la institución:

"Me preocupa cuando la mala política, la del desprestigio, pretende embarrar la cancha (…) Hay límites. Lo más importante es que yo voy siempre con la verdad. Y la verdad es que aquí hubo finalización de los plazos de nuestro contrato con Conmebol y en excelentes términos. He compartido excelentes momentos con el equipo de Conmebol y no los va a teñir este tipo de bajezas.¡Esto tan absurdo que cae por su propio peso!"
Héctor Baldassi en FOX Sports, marzo de 2021

### Actividad posterior en arbitraje
En 2021, la Federación Ecuatoriana de Fútbol designó a Baldassi como asesor de la Comisión Nacional de Árbitros con la finalidad de contribuir al fortalecimiento técnico del arbitraje en Ecuador, dejando el puesto en 2022.
El 24 de junio de 2023, ofició como árbitro en el partido homenaje a Maximiliano Rodríguez, disputado entre la Selección Argentina y el club Newell’s Old Boys. El encuentro finalizó con un resultado de 7:5 a favor del club, contando con la presencia de futbolistas como Lionel Messi, Ángel Di Maria, Ezequiel Lavezzi, Lionel Scaloni, la exjugadora de hockey Luciana Aymar, los humoristas Pablo Granados y Pachu Peña, entre otros.

## Carrera política
En 2012, se dio a conocer que Emilio Monzó, expresidente de la Cámara de Diputados de Argentina, en ese momento referente del partido Propuesta Republicana (PRO), se había reunido con Baldassi para medir su imagen de cara de las elecciones legislativas del próximo año.

### Precandidatura a diputado nacional en 2013
En 2013, Baldassi participó en la campaña electoral en la provincia de Córdoba del partido Propuesta Republicana (PRO) junto a Mauricio Macri, máximo referente del partido y expresidente de Boca, Miguel Del Sel, Carlos Melconian, entre otros.
En enero de ese año, Macri declararía que estaba recorriendo Córdoba junto con Baldassi para «escuchar sus demandas y preocupaciones» dando a conocer la propuesta del partido:

“Héctor es un hombre que conoce mucho el mundo y sabe que si somos capaces de trabajar en equipo y bien organizados, a los cordobeses y a todos los argentinos también nos va a ir muy bien”.
Mauricio Macri al diario La Voz del Interior, 09 de enero de 2013

Por su parte, Baldassi no confirmaría su candidatura sosteniendo que se iba a desempeñar «desde el lugar que me toque en el proyecto que postula a Mauricio Macri como candidato a Presidente en 2015».
Ese mismo mes, el PRO confirmaría la candidatura de Baldassi a diputado nacional en las elecciones legislativas de 2013.
El 11 de agosto de 2013, en las elecciones primarias, abiertas, simultáneas y obligatorias (PASO) obtendría un 12.08% de los votos, quedando habilitado para participar de las legislativas.
El 27 de octubre de dicho año, obtuvo el 14,41% de lo votos, siendo electo como diputado nacional por el PRO.

### Diputado nacional (2013-2017)
El 28 de marzo de 2014, presentó un proyecto de ley para la creación de un régimen de promoción de los clubes de barrios, el cual fue aprobado en diciembre del mismo año por el Senado, y promulgado en enero de 2015.  Al respecto, Baldassi subrayó el papel de los clubes de barrio en el entramado social, describiéndolos como «una “tercera pata” en la formación integral de las personas, junto con la familia y la escuela».
Dicho régimen establece el reconocimiento de los clubes de barrio como instituciones de bien público, de alcance nacional y carácter autónomo, y prevé la creación de un organismo representativo a nivel nacional. Asimismo, contempla la conformación de un Registro Nacional de Clubes, la implementación de una tarifa social para servicios básicos, la creación de una unidad de asistencia administrativa-contable y la asignación de un presupuesto participativo destinado a obras de mantenimiento. Para su financiamiento, se proyecta un Fondo de Clubes de Barrio, con aportes del Estado nacional, el Ente Nacional de Alto Rendimiento Deportivo (ENARD) y donaciones.
El 28 de abril de 2014, Baldassi presentó un proyecto de ley de vehículos eléctricos y alternativos.

### Diputado nacional (2017-2021)
En junio de 2017, ante el vencimiento de su mandato como diputado nacional, se confirmó la precandidatura de Héctor Baldassi como primer candidato de la lista de la coalición Cambiemos para las elecciones primarias de ese año. Dicha postulación fue el resultado de un acuerdo entre el oficialismo nacional y la Unión Cívica Radical de la provincia.
El 13 de agosto de 2017, tras el cierre de los comicios, Baldassi obtuvo el 44,39 % de los votos quedando habilitado para competir como candidato a diputado nacional en las elecciones legislativas generales. Su lista superó por más de 15 puntos porcentuales a la del oficialismo provincial, cuyo referente, el entonces gobernador Juan Schiaretti, reconoció la derrota.
El 22 de octubre de dicho año, en las elecciones legislativas generales, Baldassi obtuvo el 48,48 % de los votos, resultando reelecto como diputado nacional por la provincia de Córdoba.

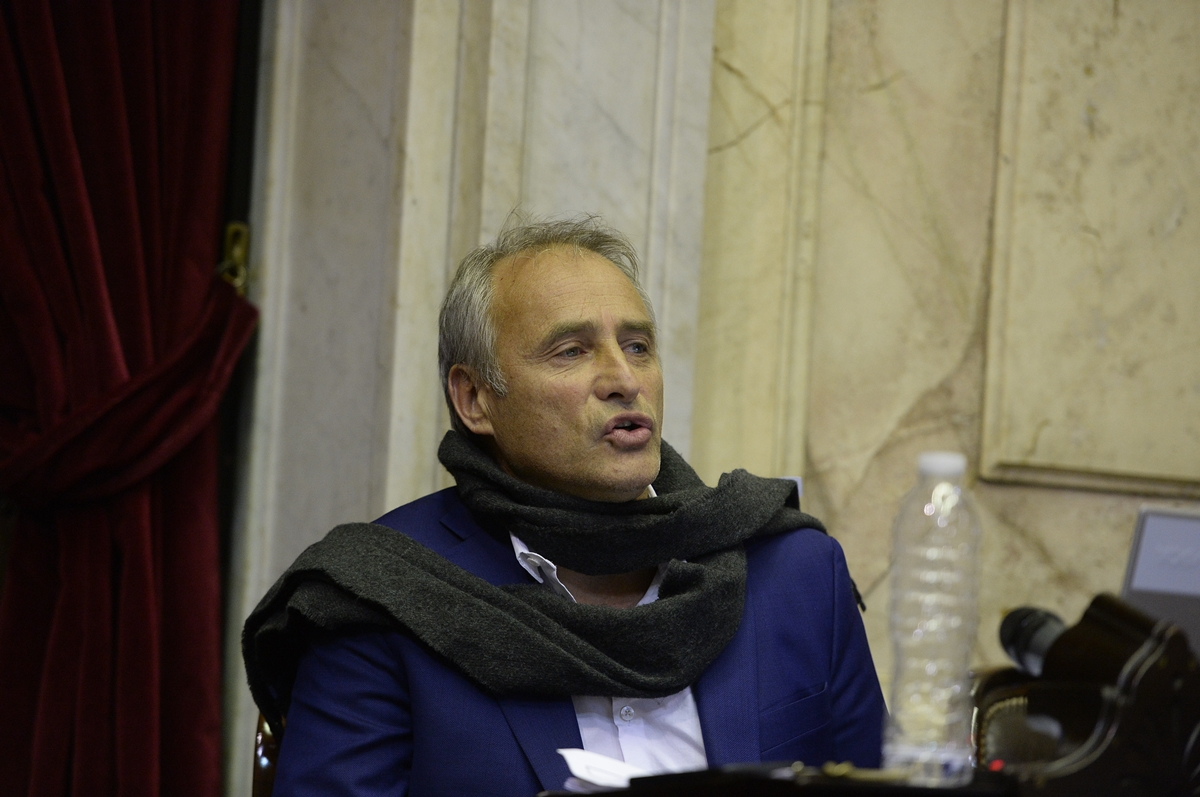
Baldassi en el Congreso Nacional durante el tratamiento de la IVE en junio de 2018

Durante este periodo, se presentó una denuncia en su contra por abuso de autoridad y malversación de fondos. El diputado fue acusado de presuntamente haber beneficiado al Córdoba Golf de Villa Allende con 100 mil pesos en subsidio. Así mismo se revelaron acusaciones contra la gestión de Carlos Mac Allister, secretario de Deportes de la Nación, por presuntas contrataciones irregulares, discrecionalidad de subsidios y tráfico de influencias de las que Baldassi formaría parte.

#### Tratamiento de la ley de Interrupción Voluntaria del Embarazo (IVE)
En 2018, durante el debate en Argentina sobre el proyecto de ley sobre la Interrupción Voluntaria del Embarazo (IVE) Baldassi se manifestó abiertamente «a favor de la vida» y sostuvo la posibilidad de tratar el tema mediante una consulta ciudadana.
El 13 de junio de 2018, durante el tratamiento del proyecto en la Cámara de Diputados, votó en contra, argumentando que únicamente la naturaleza «tiene el derecho absoluto» de interrumpir la vida. Asimismo, expresó la necesidad de trabajar en «propuestas superadoras» para la problemática.
El 10 de diciembre de 2020, durante un nuevo tratamiento del proyecto de ley sobre la IVE, Baldassi volvió a votar en contra. En su intervención, sostuvo que la agenda partidaria del momento «no comprendía la necesidad de tratar este tema que es el aborto» repitiendo también argumentos expresados en la primera votación de 2018.

### Candidatura a vicegobernador de Córdoba
En diciembre de 2018, frente a la proximidad de las elecciones provinciales de Córdoba para elegir gobernador, vicegobernador y legisladores provinciales, Baldassi se mostró cercano a la interna del PRO que disputaba la fórmula para el poder ejecutivo, específicamente entre Ramón Mestre y Mario Negri, posicionándose como precandidato a vicegobernador de la provincia.
En enero de 2019, Baldassi, Negri y Luis Juez se mostraron públicamente unidos en oposición a Mestre. En ese contexto, Juez oficializó su precandidatura a intendente de la ciudad de Córdoba, y los tres emitieron un comunicado conjunto respaldando la alianza:

"Estamos convencidos que viene el cambio en Córdoba y para eso trabajamos juntos, en equipo, para ofrecerle a los cordobeses -con mucha responsabilidad y seriedad- la posibilidad de gobernar para todos, poniéndole fin a 20 años de un gobierno que ya no tiene ideas.

Para cambiar no alcanza con animarse, sino que además es necesario comprometerse. Sabemos que junto a los cordobeses, escuchando sus inquietudes, podemos construir un proyecto que enamore a todos, que construya la Córdoba que imaginamos y queremos.
Tenemos que refundar un sistema en el que el esfuerzo del trabajador y el empresario sea compartido y no, como sucede ahora, un botín fiscal en el que el Estado asfixia de manera voraz a través de sus impuestos.
Pensamos una Córdoba real en la que podamos reconstruir los valores y volver a confiar en las instituciones.
Necesitamos una Córdoba honesta, transparente, que diga la verdad.
Queremos forjar y construir una provincia con mejor salud, mayor calidad educativa y más seguridad en la que todos podamos salir a caminar sin miedo.
Necesitamos una Córdoba sana con un medio ambiente que nos dé mayor calidad de vida.

Estamos convencidos que juntos podemos cambiar la realidad de todos los cordobeses para así ratificar que nuestra provincia, como sucedió en el 2015 y se consolidó en 2017, continuará el cambio y la transformación que Mauricio Macri lleva adelante en todo el país."
Baldassi, Negri y Juez, enero de 2019

En febrero del mismo año, Negri y Baldassi formalizaron su precandidatura para gobernador y vicegobernador de Córdoba, respectivamente, realizando un comunicado conjunto:

"(…) Hacemos un llamado y persistiremos hasta el último momento posible para llegar a un acuerdo entre todos los dirigentes y espacios que conforman Cambiemos. De no ser así, participaremos juntos en la interna abierta prevista para el próximo 17 de marzo siempre y cuando se realice con reglas claras y absoluta transparencia (…)"
Baldassi y Negri, febrero de 2019

En marzo de ese año, se dio a conocer que la fórmula encabezada por Mario Negri intentaría impugnar la lista de Ramón Mestre ante la Junta Electoral de la provincia, argumentando que no era posible realizar una interna entre ambas candidaturas, dentro de la coalición Cambiemos; presentando una carta ante este organismo:

"(…) formular una sola propuesta, era la mejor opción para afrontar la anticipada elección general del 12 de mayo próximo. La hora de la grandeza nunca llegó y el Gobierno de Córdoba lo festeja, pues la lucha intestina de la oposición nucleada en Cambiemos, que siempre es útil promover, le resulta ampliamene beneficiosa (…)"
Mario Negri, Héctor Baldassi, Luis Juez y Alicia Migliore

El 8 de marzo, la jueza Marta Vidal, integrante de la Junta Electoral, convocó a ambas partes para mediar dicha impugnación. Sin embargo, la audiencia debió realizarse únicamente con una de las partes, debido a la ausencia de Ramón Mestre.

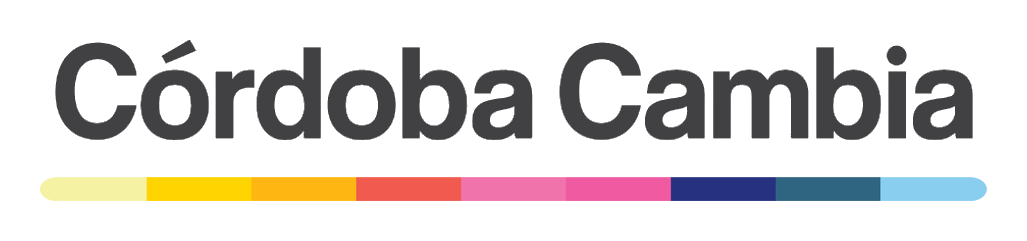
Logo original de la coalición Córdoba Cambia antes de su cambio

El 11 de marzo, Negri, Juez y Baldassi retiraron sus precandidaturas de la interna de Cambiemos, confirmando al día siguiente la conformación de la lista Córdoba Cambia, dejando de existir legalmente en el distrito la coalición Cambiemos dado que el Frente Cívico y el PRO se retirarían ante la Justicia Electoral, dejando únicamente a la Unión Cívica Radical (UCR).
El 14 de marzo siguiente, durante el cierre de listas para alianzas, la UCR presentaría la impugnación, ante la Justicia Electoral, de los colores partidarios, nombre y logo de Córdoba Cambia, sosteniendo Alberto Zapiola, secretario general del Comité Provincial del partido, que este nuevo frente usaba «colores, tipografías y nombres semejantes a lo que fue la alianza Cambiemos» lo cual podría repercutir en el electorado dando lugar a confusiones.
El 14 de mayo de 2019, con el 57.38% se impuso como ganadora la lista del entonces gobernador Juan Schiaretti y Manuel Calvo, quedando en segundo lugar con el 18.85% la lista de Negri y Baldassi.
Posteriormente, desde la UCR, figuras como el exministro de Interior, Federico Storani, criticarían la derrota electoral y la dificultad presente en la conformación de una fórmula de unidad.

### Diputado nacional (2021-actualidad)
En enero de 2021, ante el vencimiento de su mandato como diputado nacional, Baldassi confirmaría públicamente su deseo por ir nuevamente a una reelección por su banca.
El 28 de julio del mismo año, se oficializó la precandidatura de Baldassi a diputado nacional, con Luis Juez y Rodrigo de Loredo como representantes de la nueva lista "Cambiando Juntos", dentro de Juntos por el Cambio.
El 12 de septiembre, se llevaron a cabo las elecciones primarias (PASO) en Córdoba, obteniendo el 58,76% de los votos Cambiando Juntos dentro de la interna, quedando habilitado Baldassi para presentarse en las generales. En ese contexto, el diputado criticó el rol de Macri durante la interna de la coalición.
Posteriormente se oficializaría la lista de candidatos de Juntos por el Cambio, resuelta la interna, con Baldassi en tercer lugar.
El 14 de noviembre, luego de las elecciones legislativas generales, Juntos por el Cambio obtuvo el 54,06% de los votos en Córdoba, renovando su banca Baldassi.

## Libros
En 2016, Baldassi presentó su autobiografía "¿Qué cobrás?", donde basándose en las 17 reglas que tiene el fútbol relata sus inicios en el arbitraje y anécdotas de su carrera profesional adentro y afuera del campo de juego.

## Historial electoral
|  | 12,08 % |

|  | 14,41 % |

|  | 44,39 % |

|  | 48,48 % |

|  | 18,85 % |

|  | 47,40 % |

|  | 54,06 % |